# 小見川駅
小見川駅（おみがわえき）は、千葉県香取市小見川にある、東日本旅客鉄道（JR東日本）成田線の駅である。

## 歴史
- 1931年（昭和6年）11月10日：鉄道省の駅として開設[1]。旅客・貨物取扱[3]。
- 1974年（昭和49年）2月1日：貨物取扱廃止[3]。
- 1985年（昭和60年）3月14日：荷物扱い廃止[3]。
- 1987年（昭和62年）4月1日：国鉄分割民営化に伴い、東日本旅客鉄道（JR東日本）の駅となる[1]。
- 1997年（平成9年）3月24日：駅公衆トイレを改築し、駅外の公衆トイレと合築にする[4]。
- 2003年（平成15年）：管理駅長を廃止[5]。
- 2009年（平成21年）3月14日：ICカード「Suica」の利用が可能となる[6]。東京近郊区間に組込まれる[6]。
- 2014年（平成26年）12月20日：業務委託駅化[7]。
- 2022年（令和4年）5月31日：この日限りでみどりの窓口が営業終了[8][9]。

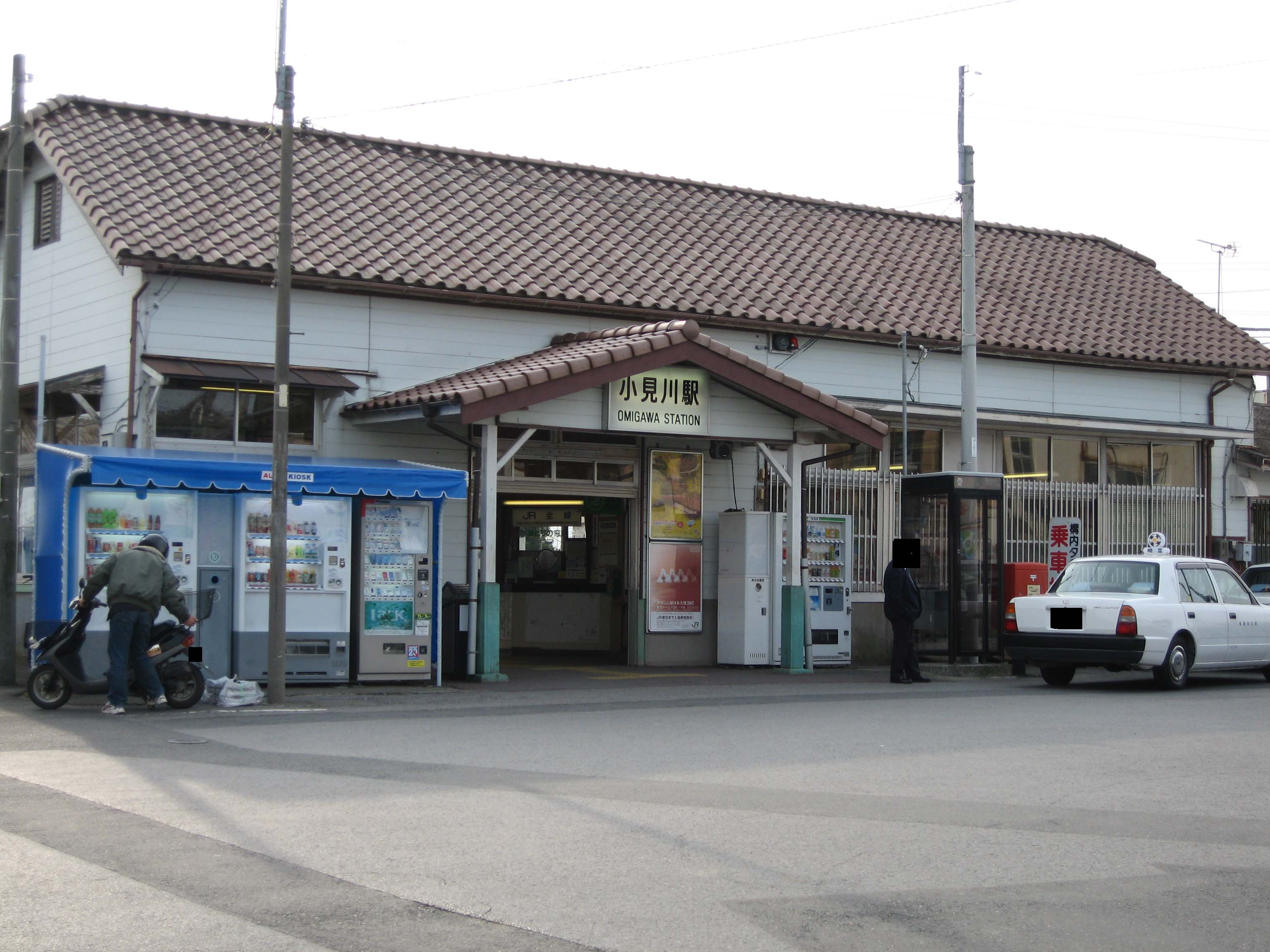
駅名板変更前（2007年1月）

## 駅構造
相対式ホーム2面2線を有する地上駅。ホームは嵩上げされていない。2つのホームは跨線橋で結ばれている。木造駅舎を備える。
成田統括センター（佐原駅）管理のJR東日本ステーションサービスが駅業務を受託する業務委託駅である。多機能券売機・自動券売機・簡易Suica改札機が設置されている。

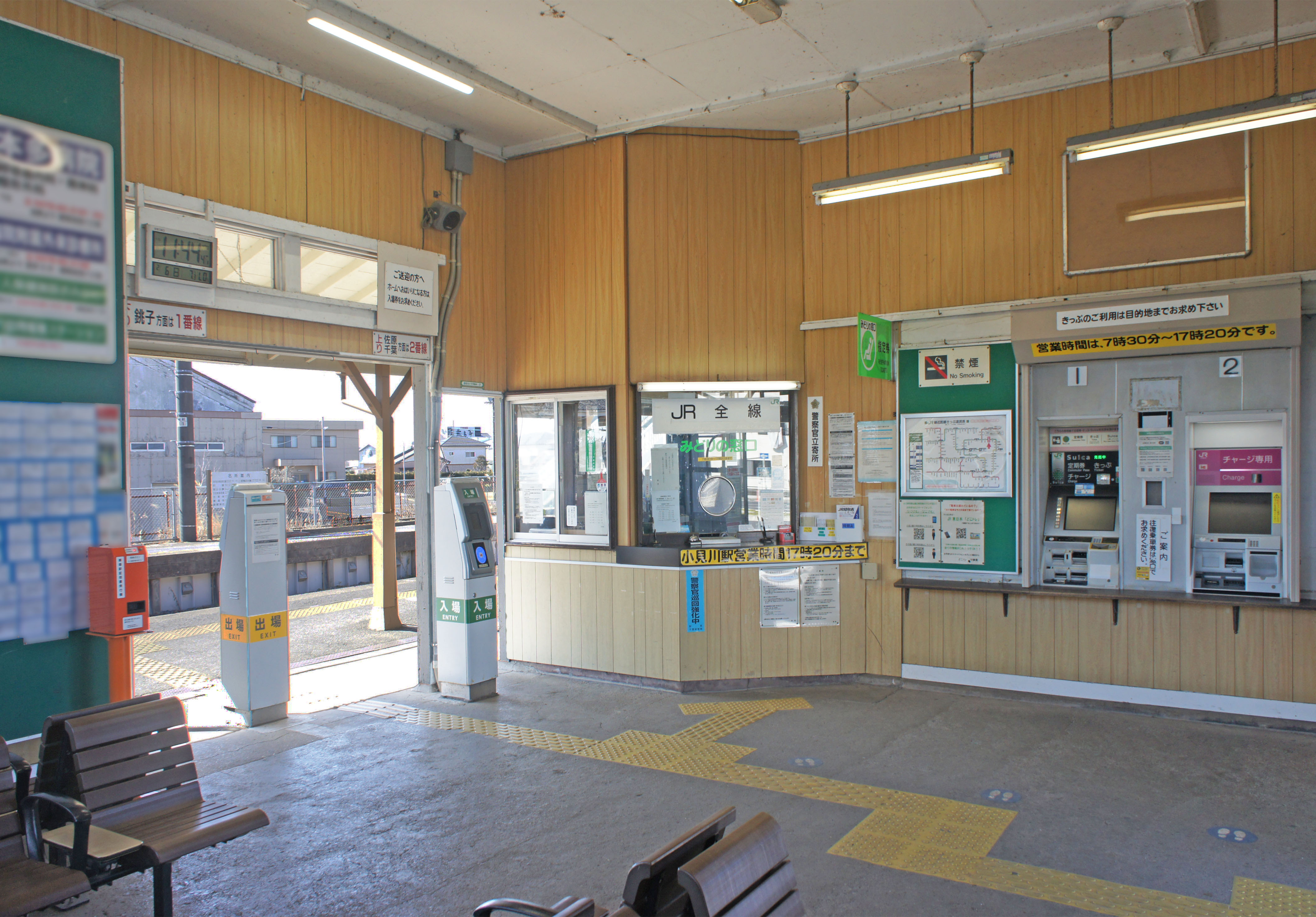
改札口と券売機（2022年2月）
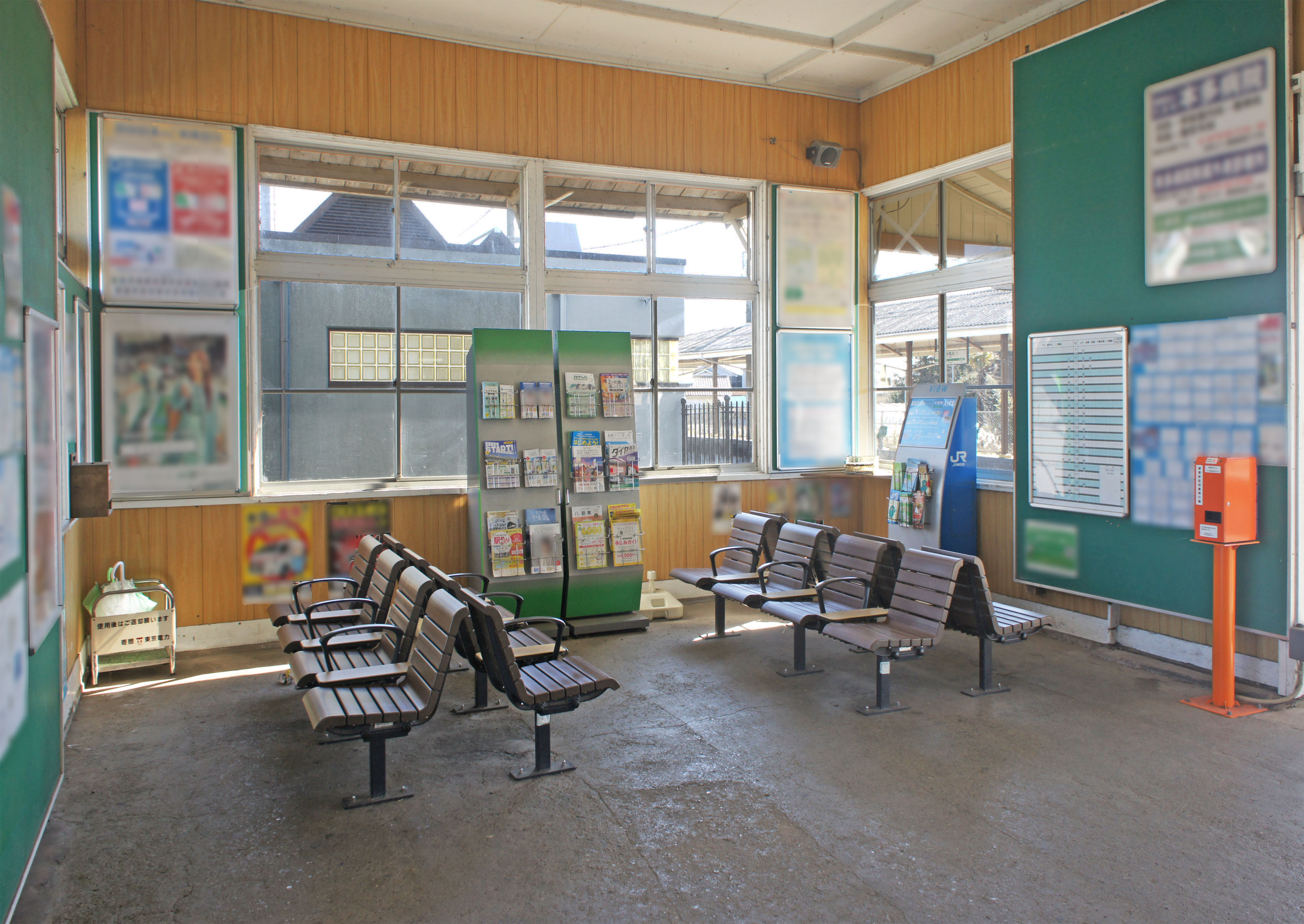
待合室（2022年2月）

### のりば
| 番線 | 路線    | 方向 | 行先                 |
| ---- | ------- | ---- | -------------------- |
| 1    | ■成田線 | 下り | 銚子方面             |
| 2    | ■成田線 | 上り | 佐原・成田・千葉方面 |

（出典：JR東日本:駅構内図）

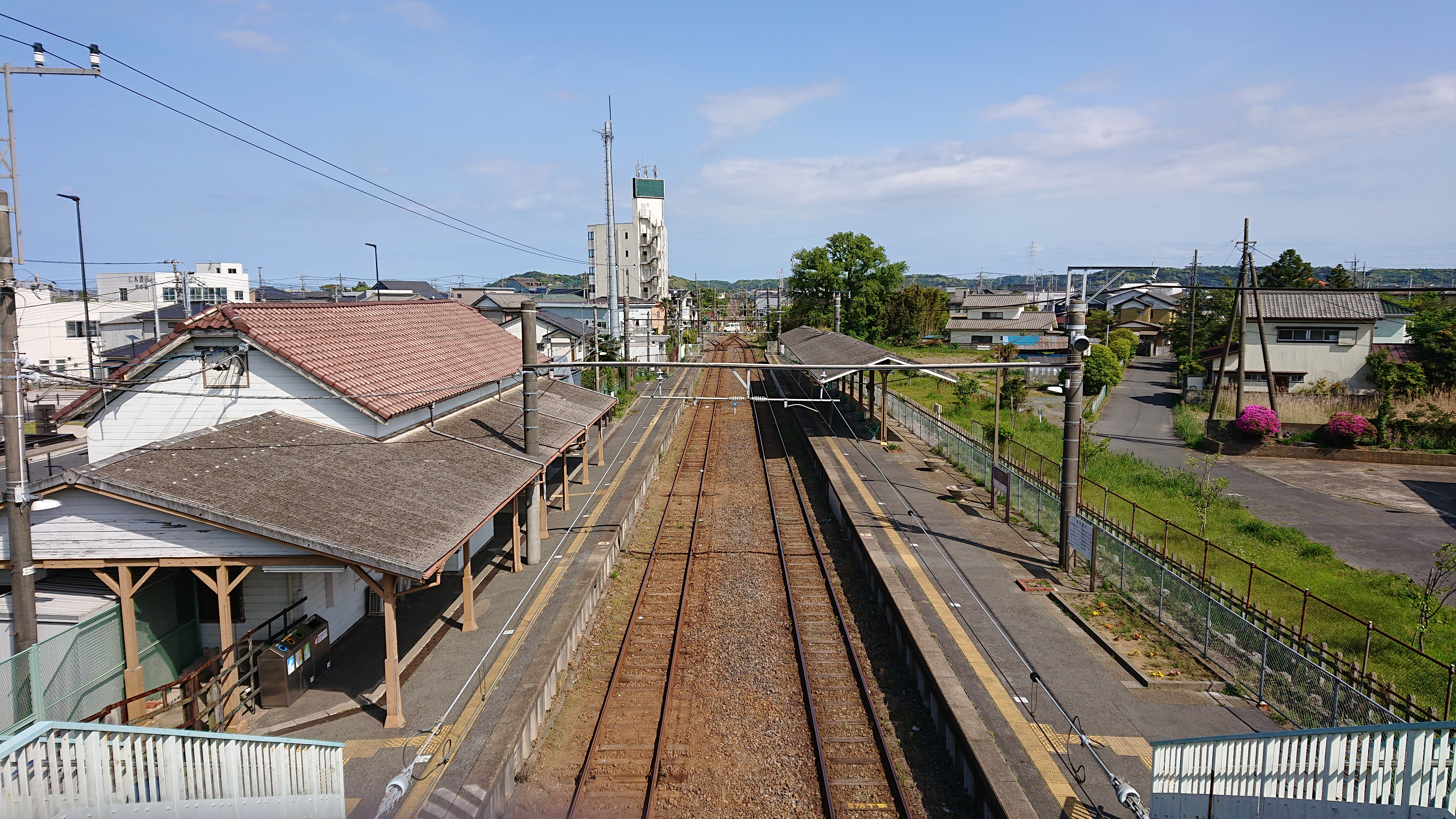
駅ホーム（2021年4月）
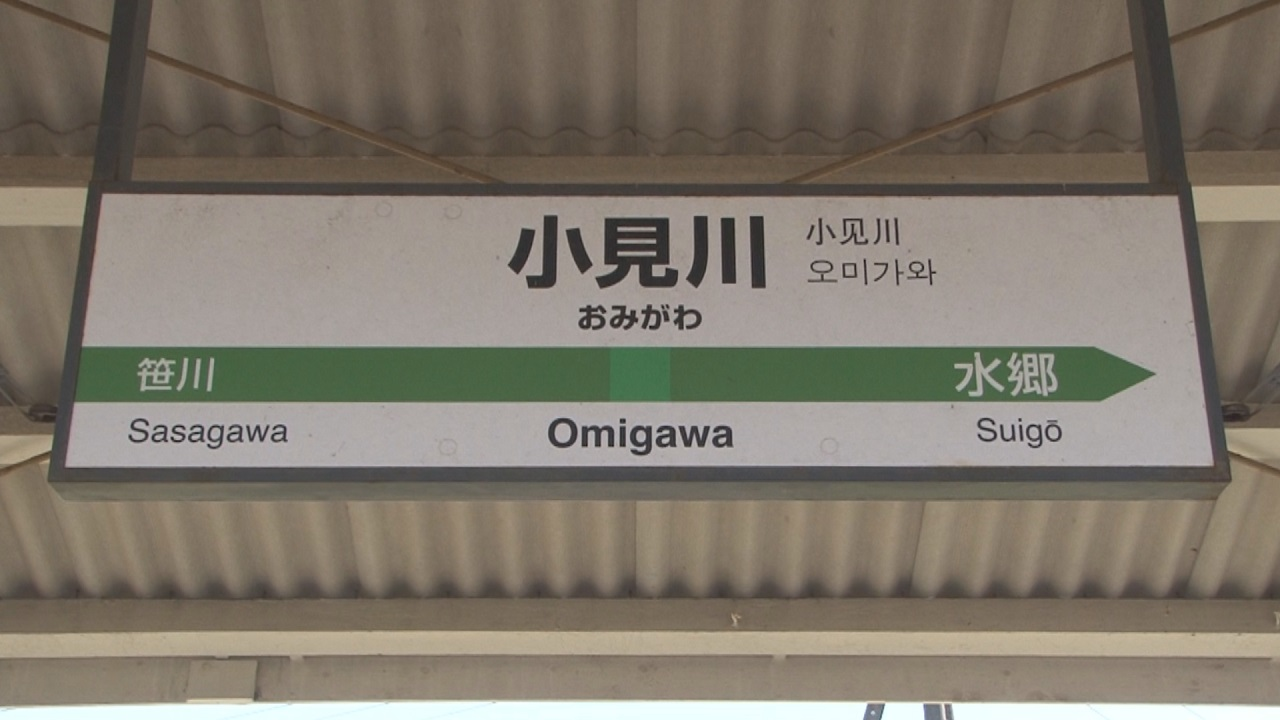
2番線駅名標（2020年6月）
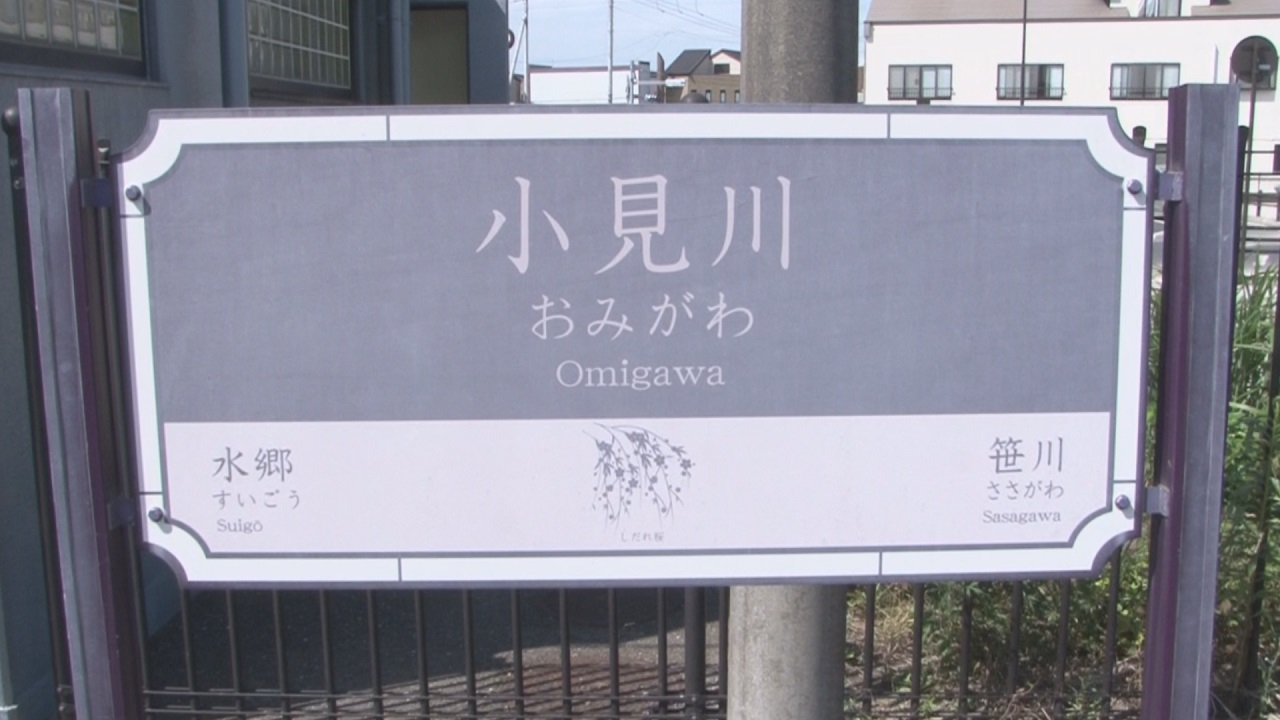
成田線特別仕様の駅名標（2020年6月）

## 利用状況
2023年（令和5年）度の1日平均乗車人員は987人である。
JR東日本及び千葉県統計年鑑によると、近年の1日平均乗車人員の推移は以下の通り。
| 年度               | 1日平均 乗車人員 | 出典     |
| ------------------ | ---------------- | -------- |
| 1990年（平成02年） | 2,116            | [ * 1 ]  |
| 1991年（平成03年） | 2,120            | [ * 2 ]  |
| 1992年（平成04年） | 2,105            | [ * 3 ]  |
| 1993年（平成05年） | 2,019            | [ * 4 ]  |
| 1994年（平成06年） | 1,950            | [ * 5 ]  |
| 1995年（平成07年） | 1,861            | [ * 6 ]  |
| 1996年（平成08年） | 1,820            | [ * 7 ]  |
| 1997年（平成09年） | 1,758            | [ * 8 ]  |
| 1998年（平成10年） | 1,736            | [ * 9 ]  |
| 1999年（平成11年） | 1,732            | [ * 10 ] |
| 2000年（平成12年） | 1,726            | [ * 11 ] |
| 2001年（平成13年） | 1,628            | [ * 12 ] |
| 2002年（平成14年） | 1,645            | [ * 13 ] |
| 2003年（平成15年） | 1,611            | [ * 14 ] |
| 2004年（平成16年） | 1,579            | [ * 15 ] |
| 2005年（平成17年） | 1,484            | [ * 16 ] |
| 2006年（平成18年） | 1,489            | [ * 17 ] |
| 2007年（平成19年） | 1,415            | [ * 18 ] |
| 2008年（平成20年） | 1,372            | [ * 19 ] |
| 2009年（平成21年） | 1,284            | [ * 20 ] |
| 2010年（平成22年） | 1,281            | [ * 21 ] |
| 2011年（平成23年） | 1,281            | [ * 22 ] |
| 2012年（平成24年） | 1,286            | [ * 23 ] |
| 2013年（平成25年） | 1,270            | [ * 24 ] |
| 2014年（平成26年） | 1,239            | [ * 25 ] |
| 2015年（平成27年） | 1,286            | [ * 26 ] |
| 2016年（平成28年） | 1,294            | [ * 27 ] |
| 2017年（平成29年） | 1,279            | [ * 28 ] |
| 2018年（平成30年） | 1,225            | [ * 29 ] |
| 2019年（令和元年） | 1,185            | [ * 30 ] |
| 2020年（令和02年） | 903              |          |
| 2021年（令和03年） | 1,016            |          |
| 2022年（令和04年） | 1,005            |          |
| 2023年（令和05年） | 987              |          |

## 駅周辺
- 国道356号（利根水郷ライン）
- 千葉県道28号旭小見川線
- 千葉県道259号小見川停車場線
- 利根川 - 水郷おみがわ花火大会会場
- 千葉県立水郷小見川少年自然の家
- 千葉県立小見川高等学校
- 香取市立小見川中央小学校

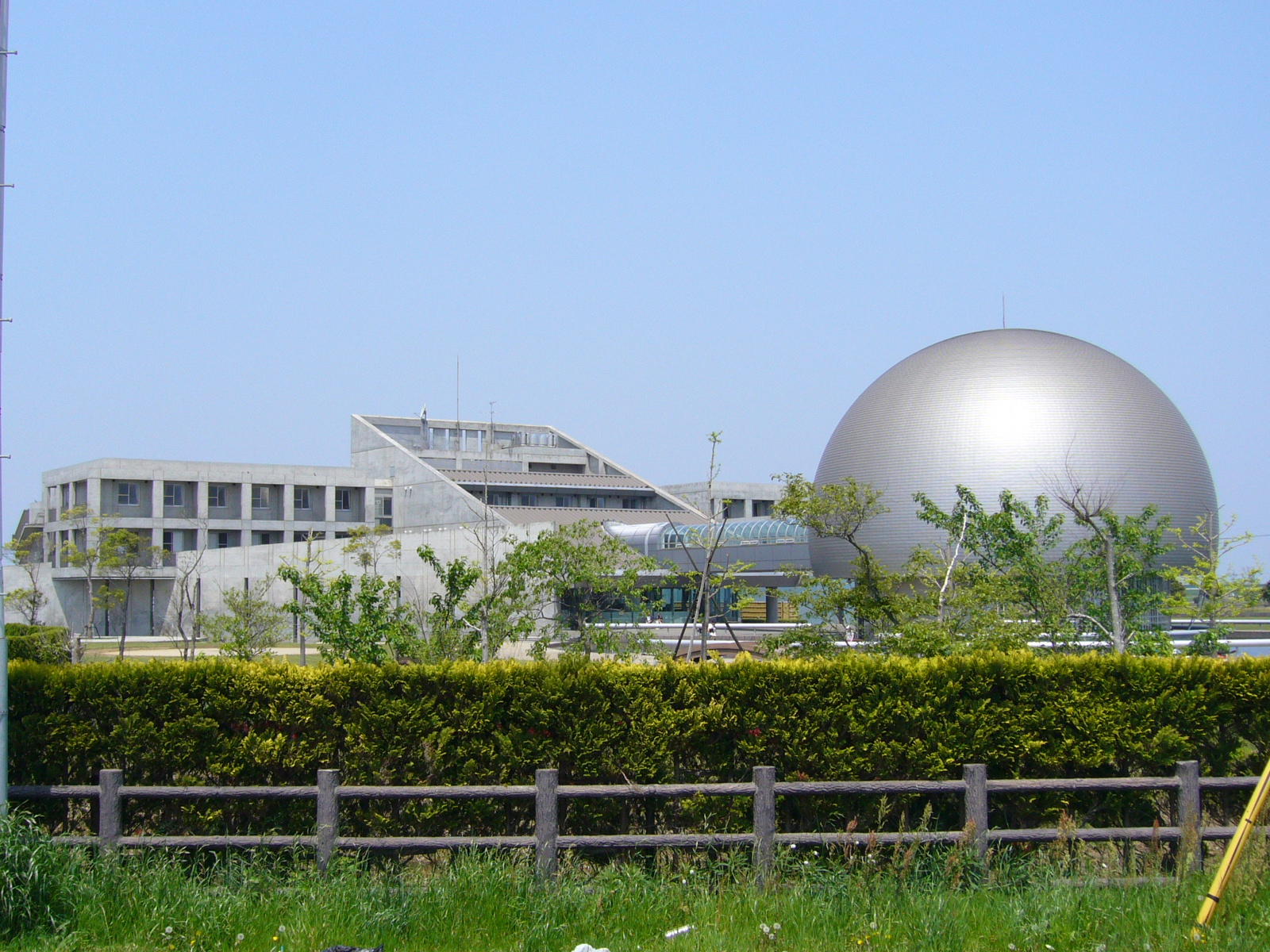
水郷小見川少年自然の家

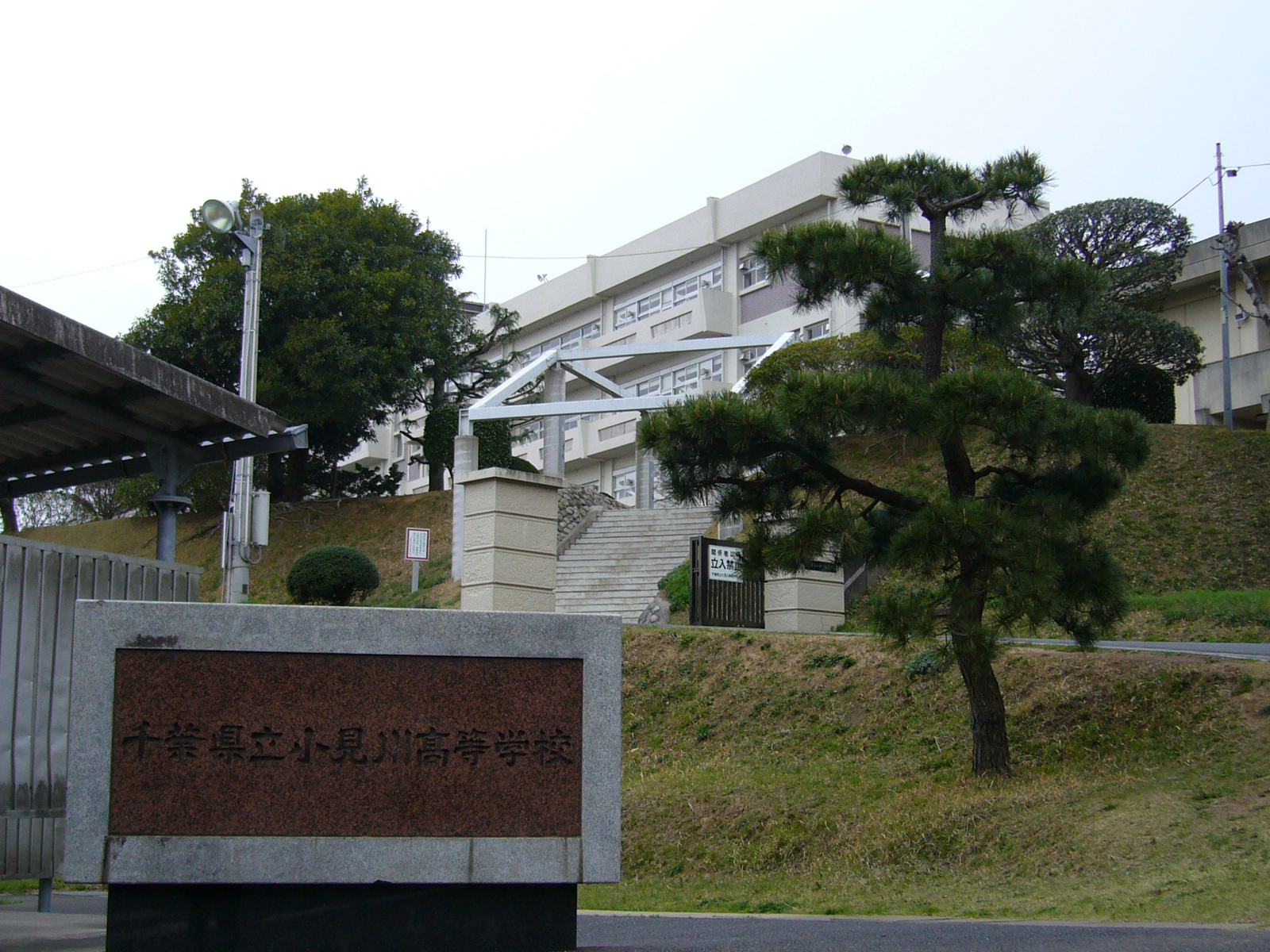
千葉県立小見川高等学校

- 香取市役所小見川区事務所（旧・小見川町役場）
- 小見川文化会館
- 小見川幹部交番
- 小見川郵便局
- 小見川八軒町簡易郵便局
- 小見川自動車教習所
- 小見川B&G海洋センター
- 香取市立小見川図書館
- 小見川城跡（城山公園）展望台地
- 善光寺（初代松本幸四郎の墓 県指定史跡）
- 夢紫美術館（貝紫染色の工芸品を集めた美術館）
- 佐藤尚中誕生地（順天堂病院創立者）
- トライアルスーパーセンター小見川店 （ショッピングセンター）
- 24丸昇（オートレストラン）

## バス路線
駅前ロータリーに路線バス・コミュニティバス・高速バスの各バス乗り場が所在し、以下の路線が乗入れ、千葉交通などにより運行されている。また、隣の神栖市より「神栖市コミュニティバス」も乗り入れを行っている。駅前ロータリーへ乗入れる高速バスは、「佐原ルート」経由の東京駅行きのみ。「小見川ルート」・「小見川・佐原ルート」は、駅前へ乗り入れせず、「小見川バス停（国道356号沿い）」、または「小見川支所バス停（小見川幹部交番前）」からの乗降車となる。なお、「佐原ルート」のみ佐原駅北口～銚子駅間と、一部便が停車する『酒々井プレミアム・アウトレット』での乗降が可能となっている。
- 京成バス千葉イースト
  - 府馬線：旭中央病院行
  - 高速「利根ライナー号（佐原ルート）」：バスターミナル東京八重洲行 / 銚子駅行
- 香取市循環バス（京成バス千葉イーストに運行委託）
  - 小見川市街地（北西）ルート
  - 小見川市街地（南西）ルート
  - 小見川市街地（北東）ルート

- 神栖市コミュニティバス（関東鉄道に運行受託）
  - 1系統：平泉関下行
  - 3系統：鹿島神宮駅行

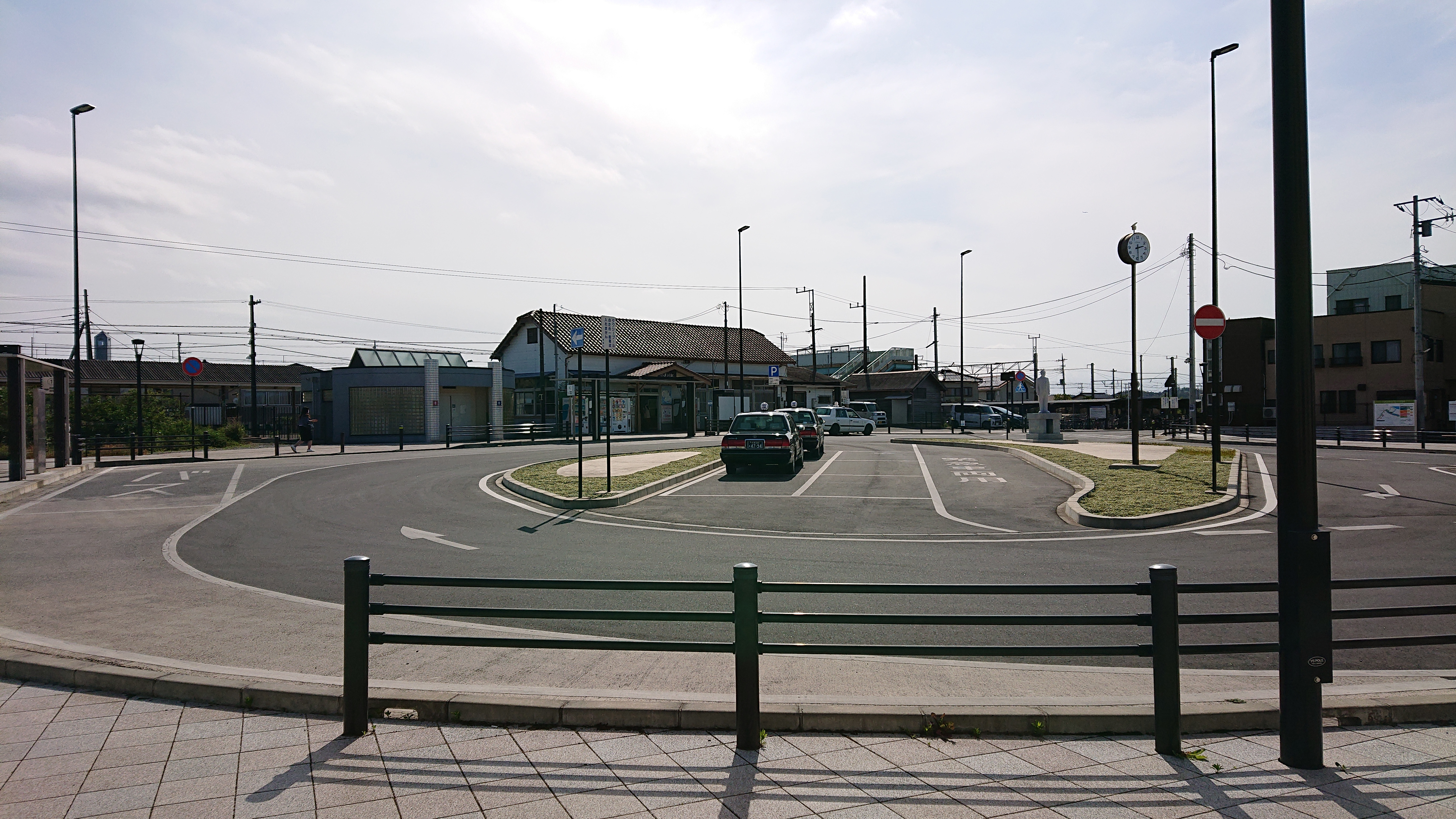
駅前ロータリー （2021年4月）
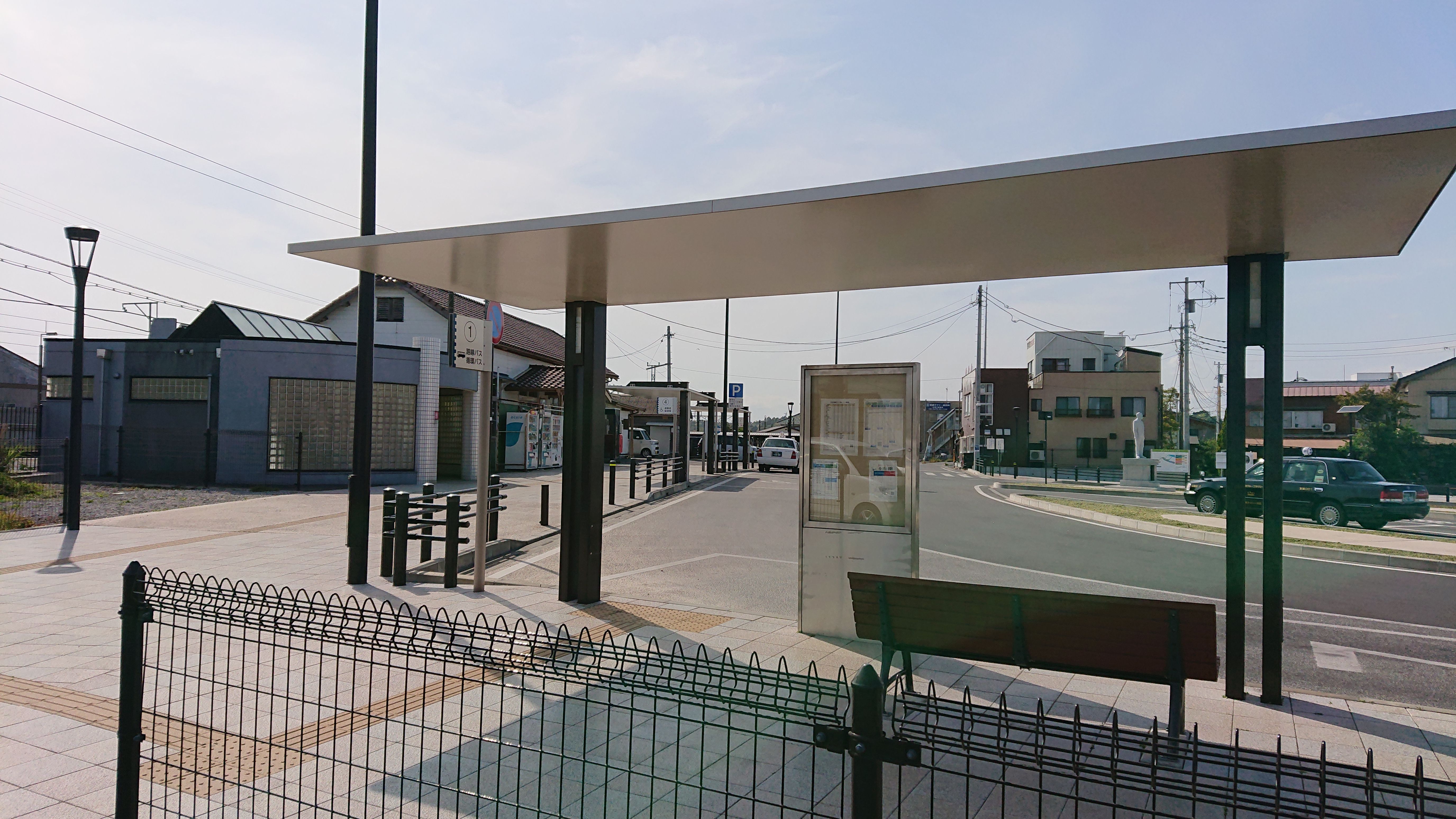
高速・路線バス乗り場（2021年4月）

## 隣の駅
東日本旅客鉄道（JR東日本）
■成田線
水郷駅 - 小見川駅 - 笹川駅

#### 利用状況に関する資料
1. ↑  千葉県統計年鑑 - 千葉県
2. ↑  香取市統計書 - 香取市

JR東日本の2000年度以降の乗車人員
1. 1 2 3  各駅の乗車人員（2023年度） - JR東日本
2. ↑  各駅の乗車人員（2000年度） - JR東日本
3. ↑  各駅の乗車人員（2001年度） - JR東日本
4. ↑  各駅の乗車人員（2002年度） - JR東日本
5. ↑  各駅の乗車人員（2003年度） - JR東日本
6. ↑  各駅の乗車人員（2004年度） - JR東日本
7. ↑  各駅の乗車人員（2005年度） - JR東日本
8. ↑  各駅の乗車人員（2006年度） - JR東日本
9. ↑  各駅の乗車人員（2007年度） - JR東日本
10. ↑  各駅の乗車人員（2008年度） - JR東日本
11. ↑  各駅の乗車人員（2009年度） - JR東日本
12. ↑  各駅の乗車人員（2010年度） - JR東日本
13. ↑  各駅の乗車人員（2011年度） - JR東日本
14. ↑  各駅の乗車人員（2012年度） - JR東日本
15. ↑  各駅の乗車人員（2013年度） - JR東日本
16. ↑  各駅の乗車人員（2014年度） - JR東日本
17. ↑  各駅の乗車人員（2015年度） - JR東日本
18. ↑  各駅の乗車人員（2016年度） - JR東日本
19. ↑  各駅の乗車人員（2017年度） - JR東日本
20. ↑  各駅の乗車人員（2018年度） - JR東日本
21. ↑  各駅の乗車人員（2019年度） - JR東日本
22. ↑  各駅の乗車人員（2020年度） - JR東日本
23. ↑  各駅の乗車人員（2021年度） - JR東日本
24. ↑  各駅の乗車人員（2022年度） - JR東日本

千葉県統計年鑑
1. ↑  千葉県統計年鑑（平成3年）
2. ↑  千葉県統計年鑑（平成4年）
3. ↑  千葉県統計年鑑（平成5年）
4. ↑  千葉県統計年鑑（平成6年）
5. ↑  千葉県統計年鑑（平成7年）
6. ↑  千葉県統計年鑑（平成8年）
7. ↑  千葉県統計年鑑（平成9年）
8. ↑  千葉県統計年鑑（平成10年）
9. ↑  千葉県統計年鑑（平成11年）
10. ↑  千葉県統計年鑑（平成12年）
11. ↑  千葉県統計年鑑（平成13年）
12. ↑  千葉県統計年鑑（平成14年）
13. ↑  千葉県統計年鑑（平成15年）
14. ↑  千葉県統計年鑑（平成16年）
15. ↑  千葉県統計年鑑（平成17年）
16. ↑  千葉県統計年鑑（平成18年）
17. ↑  千葉県統計年鑑（平成19年）
18. ↑  千葉県統計年鑑（平成20年）
19. ↑  千葉県統計年鑑（平成21年）
20. ↑  千葉県統計年鑑（平成22年）
21. ↑  千葉県統計年鑑（平成23年）
22. ↑  千葉県統計年鑑（平成24年）
23. ↑  千葉県統計年鑑（平成25年）
24. ↑  千葉県統計年鑑（平成26年）
25. ↑  千葉県統計年鑑（平成27年）
26. ↑  千葉県統計年鑑（平成28年）
27. ↑  千葉県統計年鑑（平成29年）
28. ↑  千葉県統計年鑑（平成30年）
29. ↑  千葉県統計年鑑（令和元年）
30. ↑  千葉県統計年鑑（令和2年）